# Agenore Incrocci
Agenore Incrocci (ur. 4 lipca 1919 w Brescii, zm. 15 listopada 2005 w Rzymie) – włoski scenarzysta filmowy.

## Życiorys
Studiował prawo, ale kierunku nie ukończył. Od 1949 pracował stale w tandemie ze scenarzystą Furio Scarpellim, z którym współtworzył 120 filmów, w tym wiele klasycznych komedii włoskich (tzw. "commedia all'italiana").
Był dwukrotnie nominowany do Oscara za najlepszy scenariusz oryginalny do filmów Towarzysze (1963) i Casanova '70 (1965) Mario Monicellego. Zdobył nagrodę David di Donatello za najlepszy scenariusz do filmu Romans jakich wiele (1974), również w reżyserii Monicellego. Był też laureatem nagrody za najlepszy scenariusz na 33. MFF w Cannes za film Taras (1980) Ettore Scoli.